# اردک سیاه‌کاکل
اردک سیاه‌کاکل یا گیلار سرسیاه (نام علمی: Aythya fuligula) پرنده‌ای از تیرهٔ مرغابیان است.
این مرغابی کاکل آویزان دارد. سر آن‌ها دارای پرهای سیاه‌رنگ و پهلوها و شکم آن‌ها سفید رنگ می‌باشد. اردک سیاه‌کاکل تنها در آب شنا می‌کند و در کنار رودخانه‌ها و دریاچه‌های آب شیرین زندگی می‌نماید. مقدار تخم این مرغابی در هر دوره حداکثر ۱۵ عدد و به رنگ پوسته زیتونی است. این اردک غواص بسیار ماهری است. محدوده پراکنش او شمال اروپا می‌باشد، ولی در زمستان به نواحی گرمسیر مانند شمال آفریقا، هندوستان، ایران و قبرس مهاجرت می‌کند.

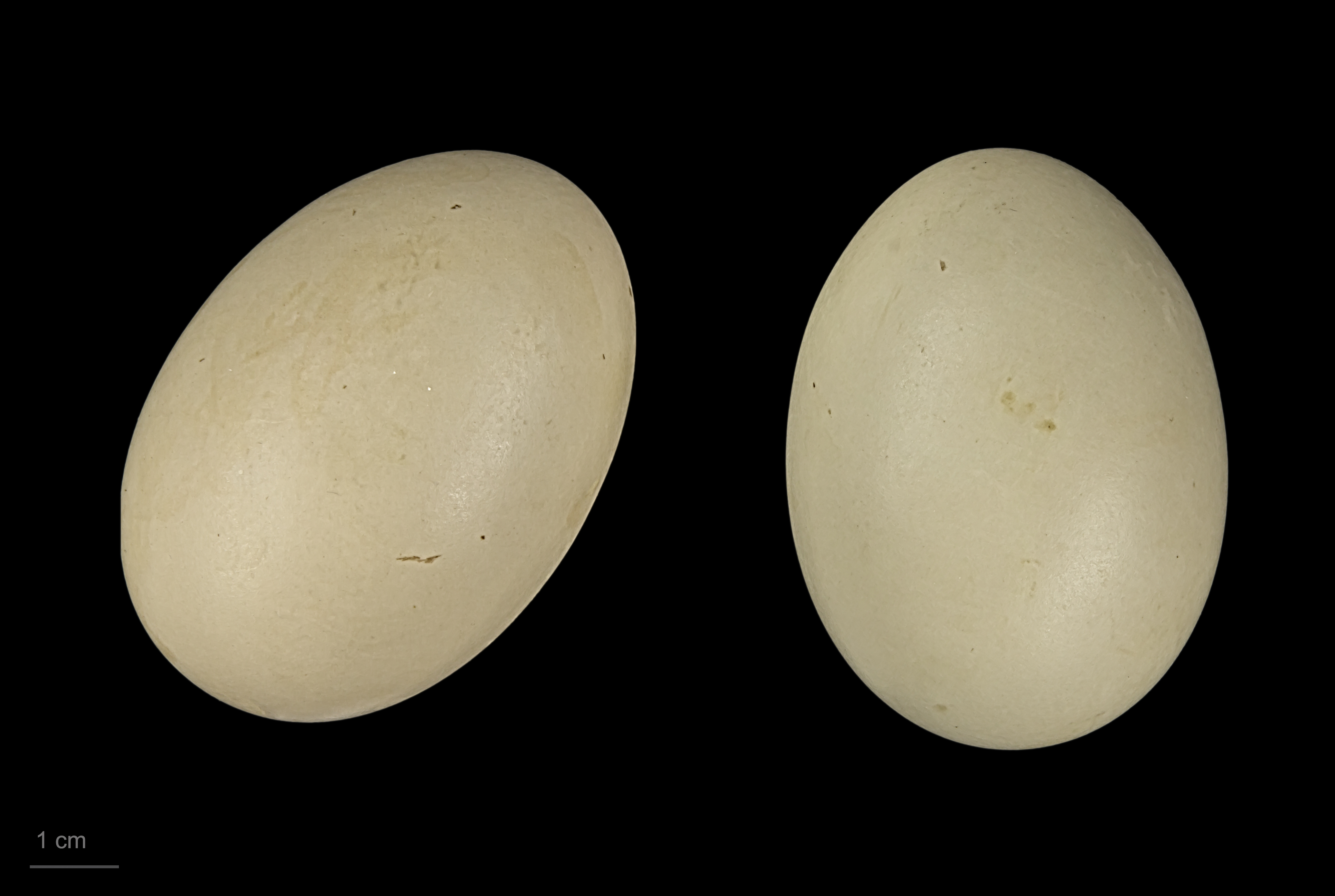
Aythya fuligula